# Ростовская, Олеся Васильевна
Олеся Васильевна Ростовская (род. 6 января 1975, Москва) российский композитор и мультиинструменталист, исполнительница на органе, карильоне, терменвоксе, синтезаторе АНС и колоколах (звон русской традиции).

## Биография

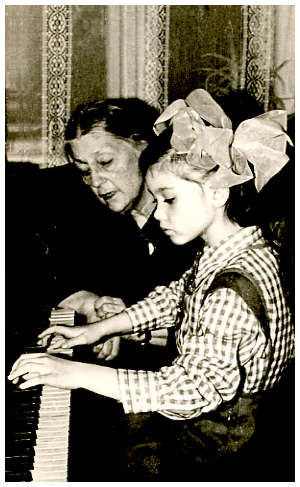
Олеся Ростовская со своей первой учительницей Анной Даниловной Артоболевской

Училась в классе рояля у А. Д. Артоболевской. После ЦМШ окончила Московскую консерваторию (1998 по специальности "композиция", проф. Альберт Леман, 1999 – "орган", проф. Олег Янченко).
В 1998 году начала учиться игре на терменвоксе у Лидии Кавиной  в Термен-центре при Московской консерватории.  

В 2000 окончила ассистентуру-стажировку по композиции, в 2001 – по органу.  

С 2003 года – звонарь.
В 2008 году закончила Санкт-Петербургский государственный университет по специальности "Карильон" (профессор - Йозеф Виллем Хаазен), а в 2009 году Королевскую школу карильона им. "Жефа Денейна" в городе Мехелен (Бельгия). Преподаëт карильон на Кафедре органа, клавесина и карильона СПбГУ.

## Творчество

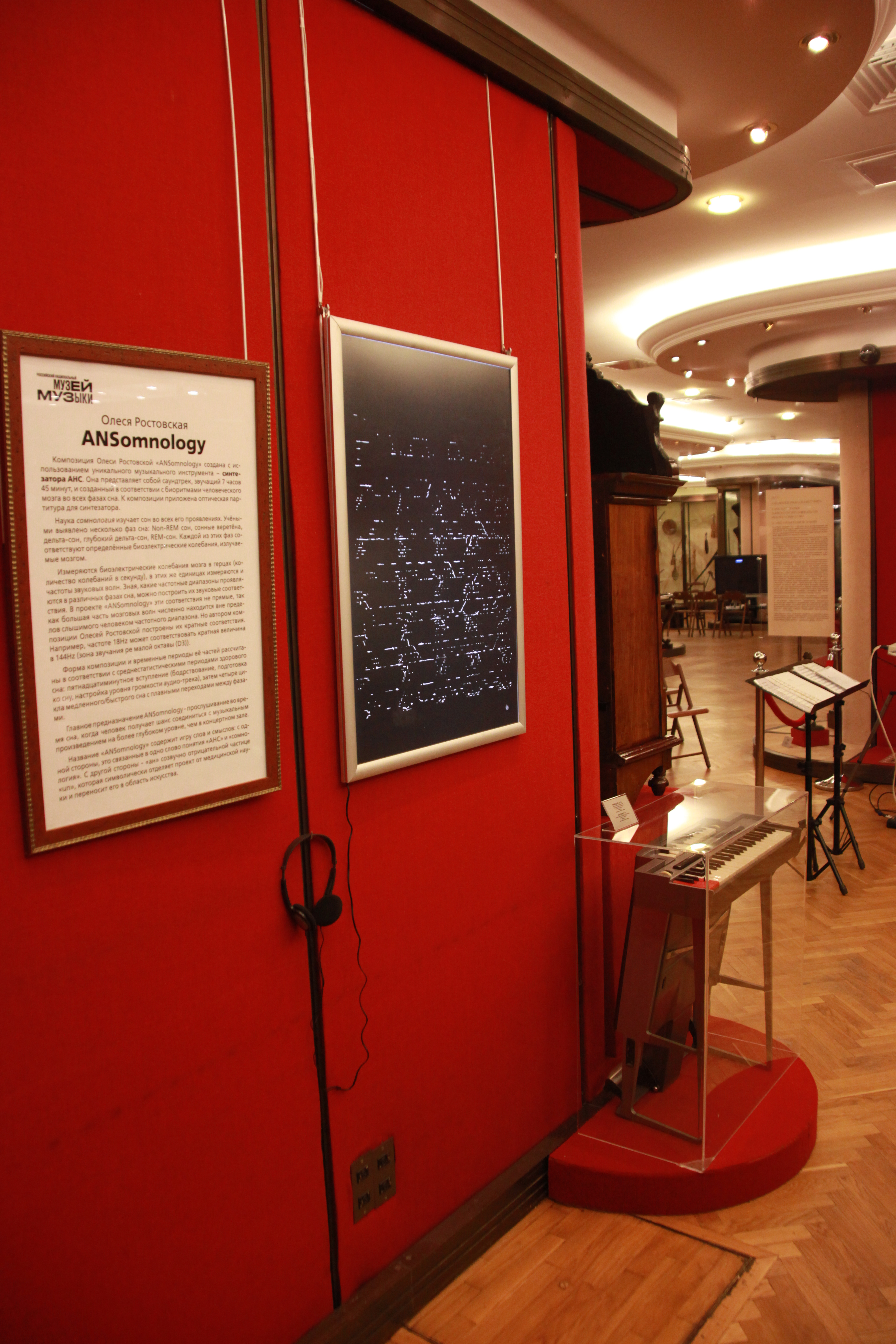
Партитура Олеси Ростовской ANSomnology для синтезатора АНС на экспозиции в Российском национальном музее музыки

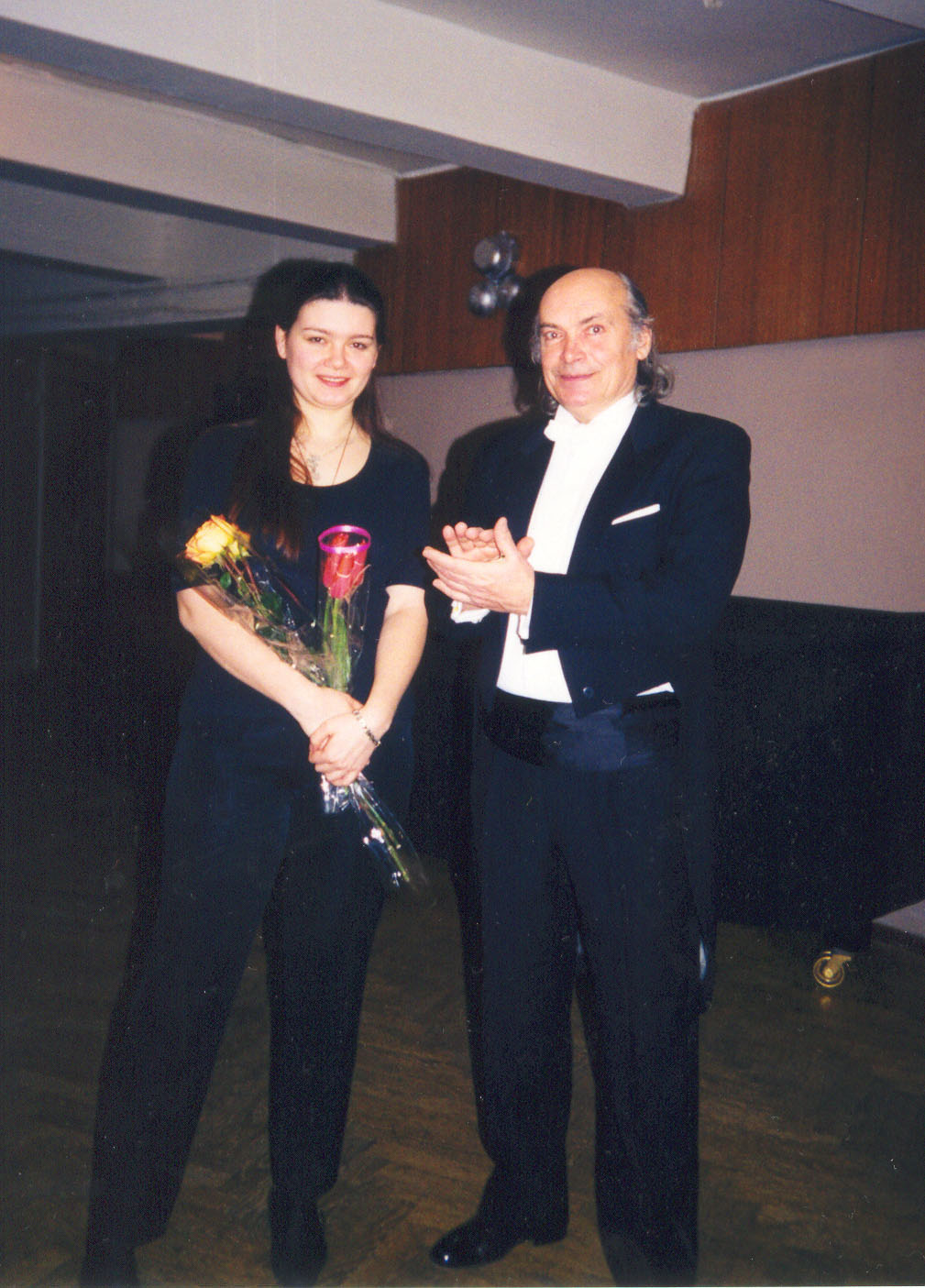
С профессором Олегом Янченко

Олеся Ростовская активно работает как композитор и сочиняет для симфонических и камерных оркестров, различных ансамблей, хора, органа, карильона, колоколов, терменвокса, вокала, музыки для театра, радио, электроакустической музыки. 

Среди сочинений – два Концерта для терменвокса с оркестром, "Pas-de-deux" для карильона с оркестром, мюзикл "Купидон, фараон и булки" по произведениям О. Генри, музыкальные сказки "Ашик-Кериб" по М. Ю. Лермонтову и "Запахи миндаля" по Сергею Георгиеву, Электронная месса, "Страсти по Марку", мистерия "Зачарованная земля" для карильона с электроникой, мистерия "Заклинание стихий" для терменвокса, органа, шаманского бубна, оркестра и электроники, хоровые, ансамблевые сочинения, ряд сочинений для синтезатора АНС, музыка к спектаклям и др.
Партитуры экспонировались в Москве (Российский национальный музей музыки, музей Прокофьева, залы РОСИЗО), Санкт-Петербурге (РИИИ, ГЭЗ-21), Екатеринбурге (Уральская консерватория), Казани.
Автор реконструкции утраченной партитуры А. Пащенко "Симфоническая мистерия"  – первого в мире сочинения, написанного специально для терменвокса.
Музыка Олеси Ростовской звучала в Московской консерватории, Концертном зале имени П. И. Чайковского, Концертном зале Зарядье, Российском национальном музее музыки, Римско-католическом соборе Непорочного зачатия Пресвятой Девы Марии, Союзе композиторов, Московском музее современного искусства, Дворце спорта “Лужники” (Москва), Концертном зале Мариинского театра, Фонде Pro Arte (Санкт-Петербургский фонд содействия развитию современной культуры), Петропавловской крепости (Государственный музей истории Санкт-Петербурга) и на многих других известных сценах в России, в странах Западной, Восточной Европы и США.

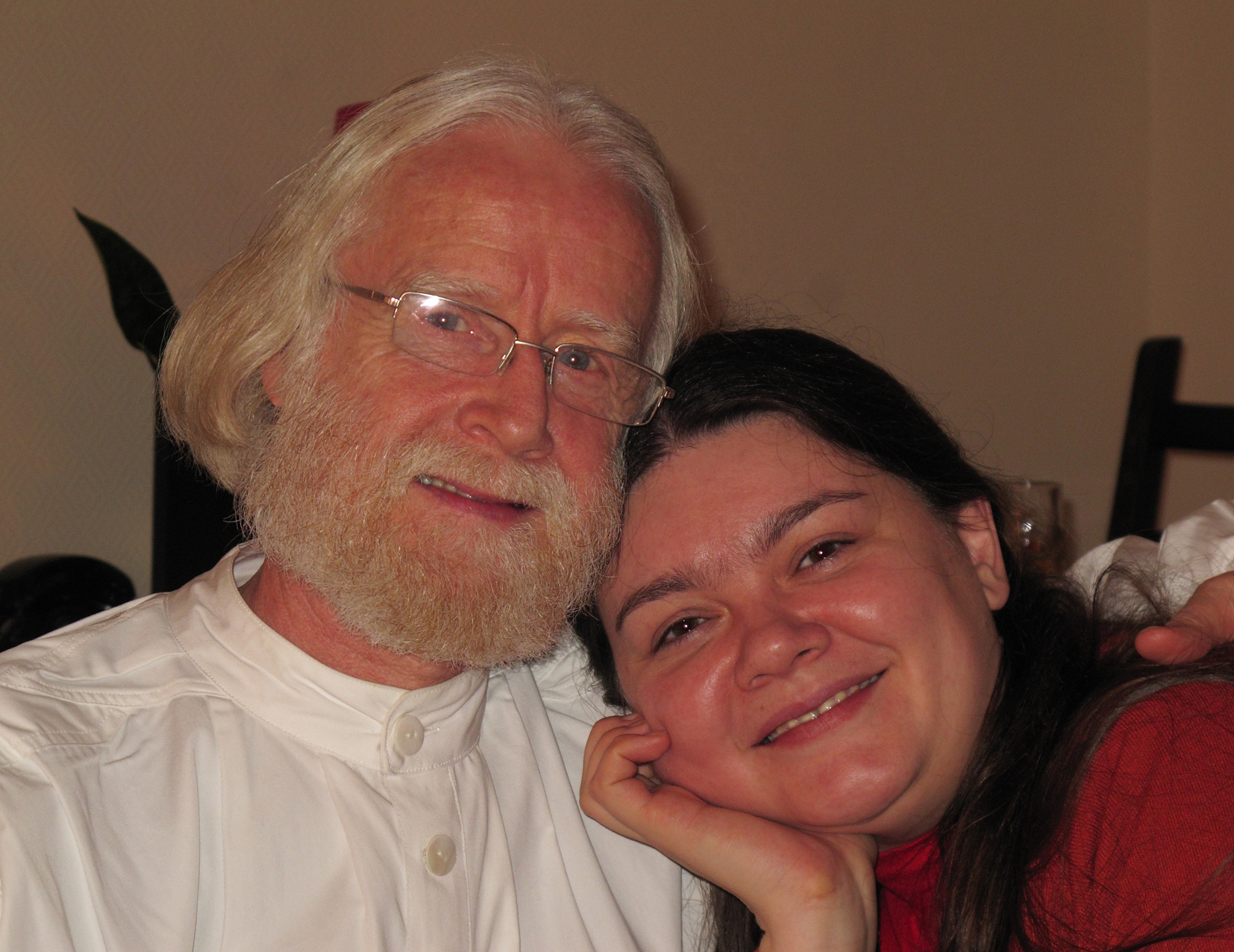
С профессором Йозефом Виллемом Хаазеном

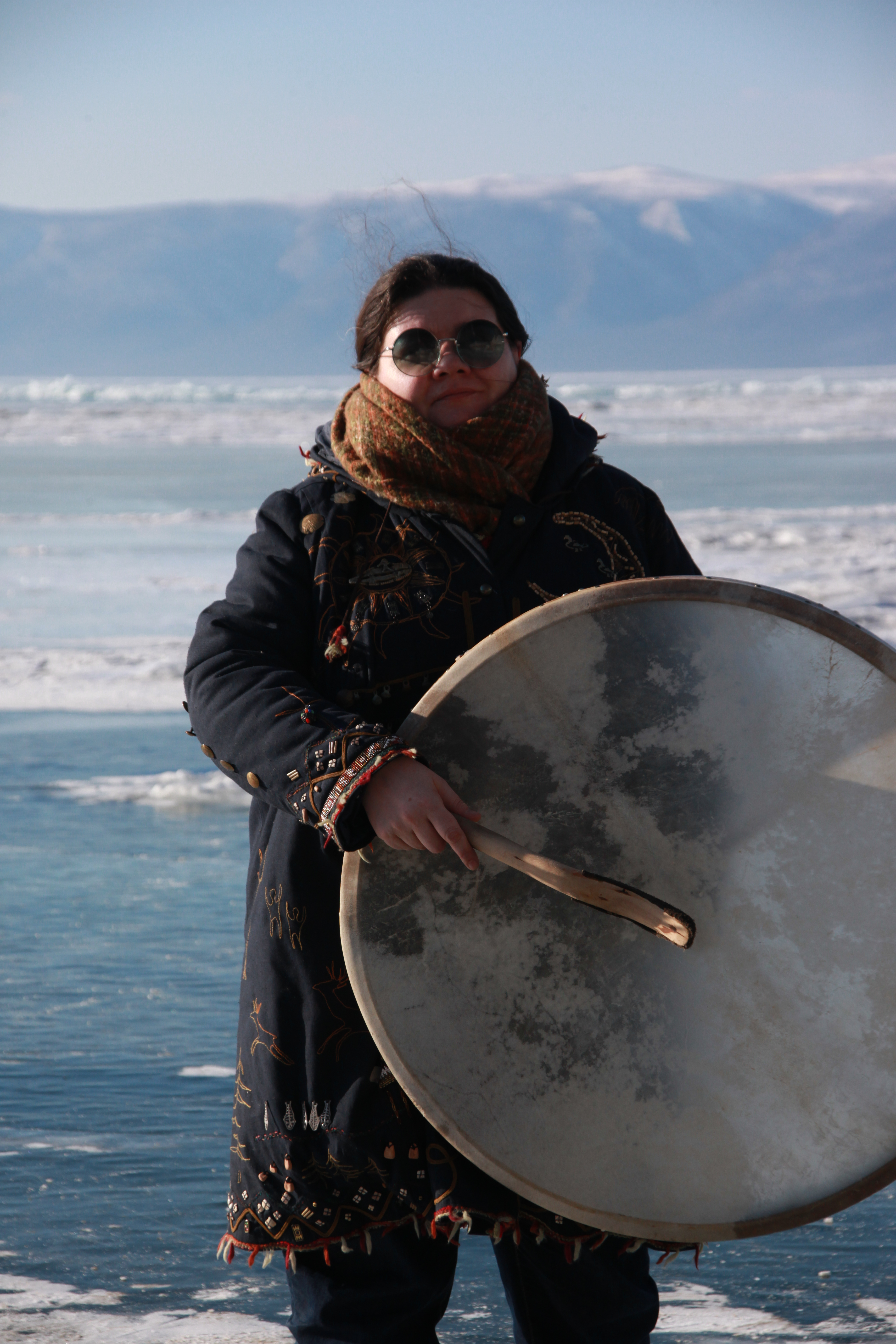
Игра на шаманском бубне на льду озера Байкал

Как исполнитель выступала с оркестрами под управлением Алексея Моргунова, Владимира Федосеева, Юрия Башмета, Владимира Понькина, Станислава Малышева, Владимира Ланде, Вероники Дударовой, Рашита Нигаматуллина,  Дмитрия Филатова, Сергея Скрипки, Светланы Безродной, Азата Шахмухаметова, Эдуарда Серова, Владислава Булахова и хорами "Благовест" (художественный руководитель Галина Кольцова) и хором храма-музея Святителя Николая в Толмачах при Третьяковской галерее (художественный руководитель Алексей Пузаков).
Была солисткой музыкальных ансамблей “Duo inventum” и “Ars mirabilis”.
Выступала вместе со Студией новой музыки (Центр современной музыки при Московской консерватории под управлением Игоря Дронова), Паназиатским ансамблем и многими другими музыкантами.

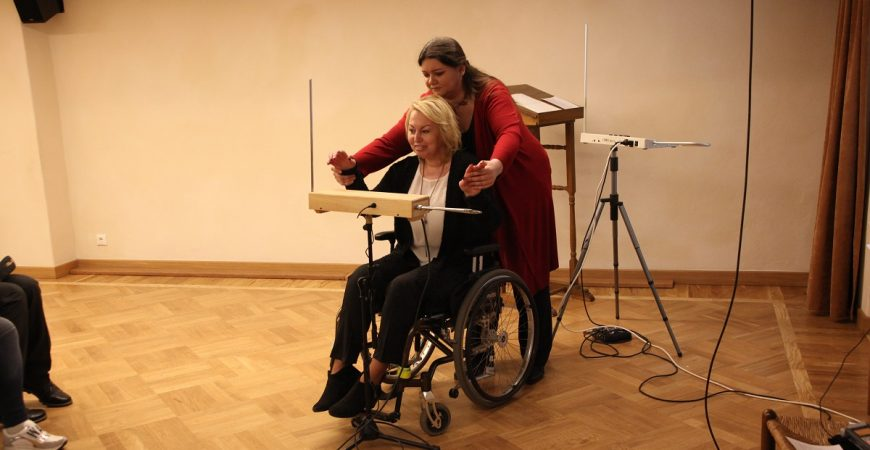
Олеся Ростовская проводит мастер-класс на Международном форуме инклюзивных практик MOTUS VITA в Риге (2017)

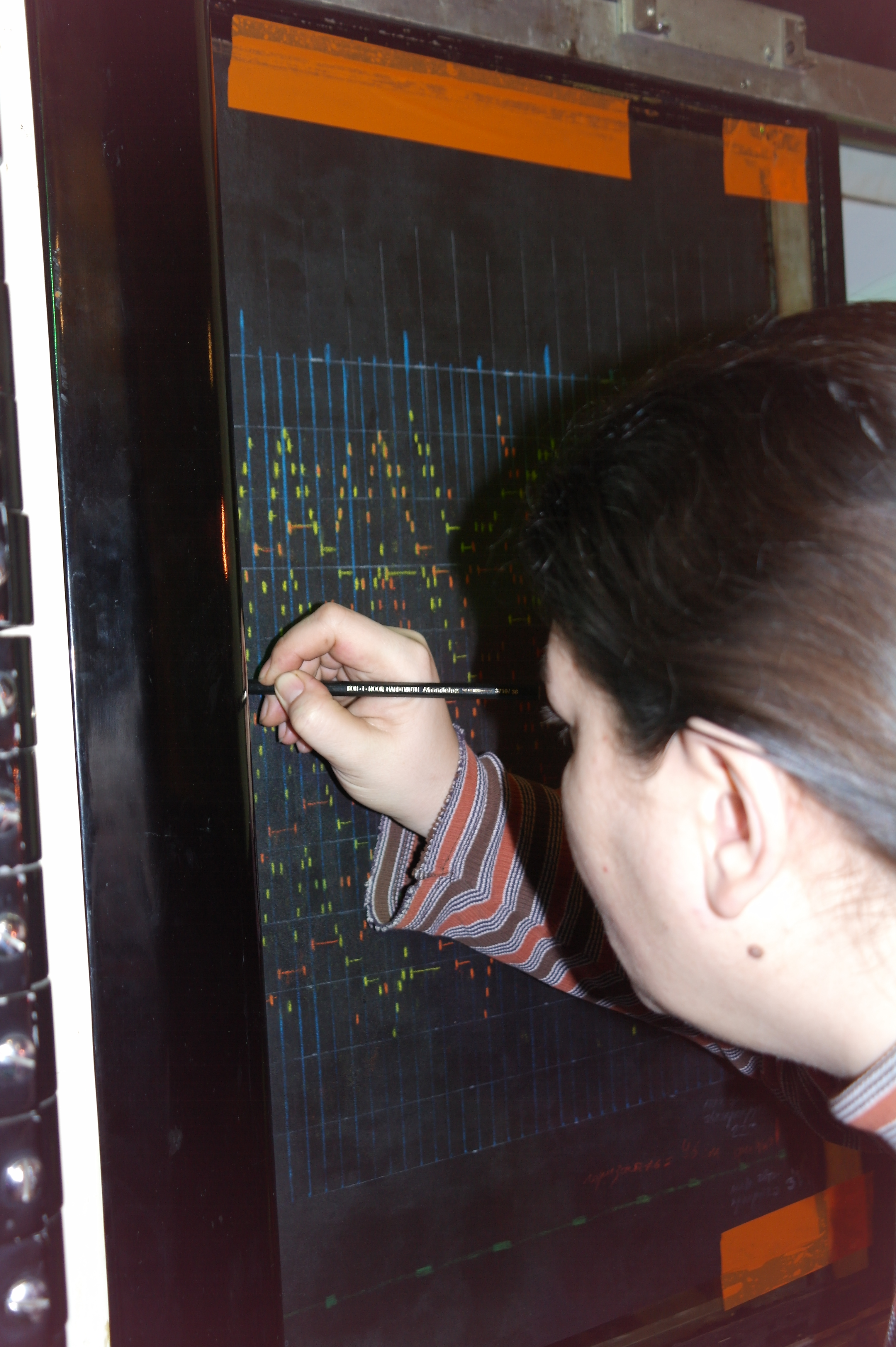
Работа с синтезатором АНС в Музее им. Глинки (сейчас Российский национальный музей музыки)

Олеся Ростовская - сольная исполнительница на органе, карильоне и терменвоксе. Её репертуар включает классические и современные произведения, импровизации и собственные музыкальные сочинения. Автор оригинальных концертных программ: “Дискотека XVI века”, "Тайная жизнь церковных органистов", "Знаменитые соло на педалях”, “Что слышал Петр I Великий с башни карильона”, “Душа колокола; Русская музыка на карильоне”, “Игра на волнах”. Она также уделяет большое внимание импровизациям на терменвоксе и карильоне, часто включает их в свои концерты.
Олеся Ростовская ведёт большую просветительскую работу. Буклет "Что такое Карильон?" был издан на русском языке в 2009 году, а также на CD "Душа колокола; Русская музыка на карильоне". В 2008 году она написала книгу "Мастерство игры на колокольной музыке: параллели русских и фламандских традиций". Проводит семинары и мастер-классы игры на терменвоксе (“Терменвокс: практическая магия” и другие). Опубликована статья “Как сочинять музыку для терменвокса”. Олеся Ростовская является автором двух циклов программ для радио: "Секреты музыканта" и "Дон Карильон".

## Сочинения

### Для симфонического оркестра
- Сюита для симфонического оркестра
- Концерт для терменвокса и оркестра
- Сюита для терменвокса и струнного оркестра
- “Создать слово “ВЕЧНОСТЬ”" - симфония Камбера для оркестра солистов на тему DSCH.
- Speleon для терменвокса со струнным оркестром
- Концерт для терменвокса с симфоническим оркестром
- Pas de deux для карильона с оркестром (2017) [15]
- Медитация для терменвокса с оркестром (2021) [16]
- Фантастического триллера "Роковые яйца" для симфонического оркестра и чтеца по повести М. Булгакова (2024) [17]

### Для оркестра русских народных инструментов
- Волхвование зимнее (2017) [18]
- Запахи Миндаля для чтеца, терменвокса и оркестра русский народных инструментов по одноименной книге Сергея Георгиева (2019) [19]
- Музыкальная сказка "Ашик-Кериб" для оркестра русских народных инструментов, чтеца и четырех голосов (2022) [20]
- Мюзикл "Купидон, фараон и булки" для оркестра русских народных инструментов и четырех голосов (2023) [21]
- Музыкально-хулиганская сказка "Наоборотошный Новый год" для оркестра русских народных инструментов и пяти солистов (2024) [22]
- Музыкл "Дочь Дракона" для оркестра русских народных инструментов и троих солистов (2025) [23]

### Для хора
- “Страсти по Марку” для солистов, хора и камерного ансамбля
- Аве Мария для хора и органа
- Аве Мария для хора и фортепиано
- “Хой, Иван!” для хора и скрипки соло
- “Колыбельная” для детского хора и фортепиано
- Электронная Пасхальная месса (Missa Electronica Paschalis) для вокального ансамбля, терменвокса, органа и электроники (2019) [24]
- "По небу полуночи" для смешанного хора, сопрано, терменвокса, виолончели и чтеца (2022) [25]

### Вокальная музыка
- Месса для сопрано, альта и органа
- "Любовь из папки спам", музыка на тексты сообщений из спама для баритона и фортепиано (2024) [26]

### Ансамбли
- Квинтет для двух скрипок, альта, виолончели и фортепиано
- Сюита для скрипки и фортепиано
- Сюита для гитары и фортепиано
- “Хрустальная медитация” для ударных
- Сюита для альта и арфы
- “Suonare” для виолончели и органа
- “Изольда” для терменвокса и лютни (как часть целого сочинения “Тристан и Изольда” с Шандором Каллошем)
- “Хлоя” для терменвокса, лютни и фонограммы (как часть целой композиции “Дафнис и Хлоя” с Шандором Каллошем)
- “Бассо остинато” для двух лютней
- Сюита для флейты и лютни
- Сюита для двух терменвоксов
- Цикл пьес для четырёх терменвоксов
- Концерт для органа и клавесина
- Концерт для трех органов, ветра и птицы
- Аве Мария для сопрано, виолончели и фортепиано
- “Прекрасные песни” для сопрано и камерного ансамбля
- Адажио и фокстрот для восьми виолончелей и фортепиано
- "Сияние" для органа и колоколов

### Для солирующих инструментов
- Концерт для гобоя
- Цикл пьес для альта
- “Шесть древнегреческих дуэтов” для лютни
- 4 произведения для соло на терменвоксе

### Для соло на карильоне
- “Швейцарская музыкальная шкатулка”
- Элегии d moll, G dur, Es dur, F dur, с moll
- “Романтическая сюита”
- “Колокольня Св. Петра и Павла в Санкт-Петербурге”
- Вторая сюита с карильоном (“Старинная танцевальная сюита”)
- Третья сюита с карильоном
- “Меняющиеся огоньки”
- Цикл "Звоны русской традиции"
- "Раскачивающиеся колокола"

### Для карильона в четыре руки
- Первая сюита с карильоном
- Две японские танка
- Notturno
- “Эхо дождя”
- Дуэт с moll
- Два произведения – G dur и A dur

### Для фортепиано
- “Дифирамб Си-Ля-Фа” для композитора В.В.Беляева
- Пьеса для пианиста Б.В.Петрушанского
- “Маленькая птичка” - цикл пьес для детей
- “Скаккато" - детская фортепианная музыка для четырёх рук
- Рельсы, рельсы, шпалы, шпалы
- Вагон 4/13435

### Для соло на органе
- Триосоната
- “Двенадцать несуществующих хоралов”
- «Освальд фон Волкенштайн – заходит в за́мок – и выходит, раненный в сердце»
- Хоровые партии
- Фантазия “Иероним Босх”
- "Сюита старинных танцев”
- Я.П.Свелинк - О.Ростовская "Фантазия "Эхо"

### Для терменвокса
- Suonare” для терменвокса и органа
- Криптофоническая пьеса под названием "Рославец" (терменвокс и фортепиано)
- "Романс" (терменвокс и фортепиано)
- "Люминесценция" для терменвокса и синтезатора
- "Африканская сюита"
- Цикл произведений в стиле ретро
- “Мурмуры” для терменвокса и стеклянной гармоники

### Электронная музыка
- “Музыка дыхания”
- “Духовный стих”
- “Методы воспитания”
- “Путь к причалу”
- “Корпускулярная механика”
- "Голоса Севера" (с живым джембе)
- "Соловей" (с живым джембе)
- "Бит-бокс обезьяны-осла" (с живым джембе)
- "Ascension" для синтезатора и органа

### Для соло на терменвоксе
- “Charmed wood”
- “Paranoidalian Eros of Kadakes” for theremin with live electronic (programming by Dmitry Subochev)
- “Swan” for theremin with live electronic (programming by Dmitry Subochev)
- Русский колокол”
- “X-plot”[27]
- “Зачарованный лес”
- “Параноидальный Эрос Кадакеса” для терменвокса с живой электроникой (программирование Дмитрия Субочева)
- “Лебедь” для терменвокса с живой электроникой (программирование Дмитрия Субочева)

## Дискография
- "Compendium International 2002 Bourges" - исполнение на терменвоксе в треке 'Anatoly Kisselev. The World Against The Gregorian Chorale' - LDC 278 11 25, © IMEB, 2002[28]
- Олеся Ростовская 'Russian Bell' - трек в альбоме 'Eclectic Music Box', S&V 090, © Stereo & Video, 2005[29]
- "Душа колокола. Русская музыка на карильоне" (Аудио CD + digital) — AM 090000, © Artes Mirabiles, 2009[30]. 
 Первый в мире аудиодиск карильонной музыки, включающий только музыку русских композиторов, записан в 2007 году на карильоне Петропавловской крепости.
- Olesya Rostovskaya 'Shine' и 'Music Of Breath' - 2 трека в альбоме 'Art's Birthday 2005-2010' -  © European Broadcast Union, © Ars Acoustica, 2010[31]
- "Николай Обухов. Croix Sonore" (Аудио CD) - SMC CD 0083, © & (P) Московская государственная консерватория имени П. И. Чайковского, 2012[32]
- "Браво – Навсегда" - исполнение на терменвоксе в треке 'Париж' - SZCD 6257-15, © Soyuz Music, 2015[33]
- "Что Пётр Первый слышал с карильонной колокольни" (Аудио CD + DSD 256) — AM 160001, © Artes Mirabiles, 2016[34]
- "Душа колокола 2" (Аудио CD + DSD 256) — AM 170002, © Artes Mirabiles, 2017[35]
- "Tanido Espanol" (Аудио CD + DSD 256) — AM 170003, © Artes Mirabiles, 2017[36]
- "Дискотека 16 века" (Аудио CD + DSD 256) — AM 170004, © Artes Mirabiles, 2017[37]
- Ираида Юсупова "Буревестник" - исполнение на терменвоксе - ART-362, © Артсервис, 2017[38]
- "Колокола северного неба" (Аудио CD + DSD 256) — AM 180005, © Artes Mirabiles, 2018[39]
- "Орган в русском доме" (Аудио CD + DSD 256) — AM 180007, © Artes Mirabiles, 2018[40]
- "Звоны Ростовского кремля"  (Аудио CD) - исполнение в составе команды звонарей и продюсирование — AM180006, © Artes Mirabiles, 2018[41]
- "Невесомость - терменвокс и электроскрипка" (Аудио CD + DSD 512)  - исполнение на терменвоксе и продюсирование — AM 190008, © Artes Mirabiles, 2019[42]
- 5 Parts from 'Missa Electronica Paschalis' для терменвокса, вокального ансамбля, органа и электроники (DSD 512) — AM 200010, © Artes Mirabiles, 2020[43]
- "Облако Оорта" (DSD 512) — AM 200011, © Artes Mirabiles, 2020[44]
- "Like Breath: Carillon Improvisations" (DSD 512) — AM 200012, © Artes Mirabiles, 2020[45]
- "Novgorod the Great Festival Peals" (DSD 512) — AM 200013, © Artes Mirabiles, 2020[46]
- Olesya Rostovskaya 'Juliet' - трек в альбоме 'Air électrique: Original Music For Theremin And Piano', исполнители Thorwald Jørgensen, Kamilla Bystrova (Аудио CD + digital) - ZEF 9676, © Zefir Records[47]
- "Pepe Deluxé – Phantom Cabinet Vol. 1" - исполнение на синтезаторе АНС - RIDLP027, © Catskills Records, 2021[48]
- "В девять часов вечера после локдауна" - импровизации на терменвоксе совместно с Сергеем Летовым, саксофон и Владимиром Голоуховым, маримба (DSD 512) — AM 210014, © Artes Mirabiles, 2021[49]
- Новый учебный курс по терменвоксу для начинающих "Theremin 101" (часть 1) - AM210015-1, © Artes Mirabiles, 2021[50][51]
- Новый учебный курс по терменвоксу для начинающих "Theremin 101" (часть 2) - AM210015-2, © Artes Mirabiles, 2021[51][52]
- Сингл "Ніч яка місячна" на карильоне - AM220016, © Artes Mirabiles, 2022[53]
- SPb Improvisers Orchestra session LXXX - AM250019, © Artes Mirabiles, 2025[54]
- После долгих лет, пролетевших слишком быстро - AM250020, © Artes Mirabiles, 2025[55]

## Награды
- Конкурс духовной музыки (1996, Россия)
- Первый национальный конкурс молодых композиторов (1999, Россия)
- Фестиваль “Музыка нового поколения” (2000, Россия)
- Национальный музыкальный конкурс имени Массалитинова (2005, Россия)
- Конкурс фортепианной импровизации (2006, Россия)
- 10-я АРТИАДА России (2009, Россия)
- Международная премия «Чистый звук 2019» за лучшую аудиозапись российской академической музыки - участие в проекте Ираиды Юсуповой «Буревестник» (2019, Россия)[56]
- Международная премия «Чистый звук 2021» за лучшую аудиозапись российской академической музыки - сольный альбом "Like Breath. Карильонные импровизации" (2021, Россия)[57]

Олеся Ростовская является членом Союза композиторов России. Она также является членом Российской ассоциации электроакустической музыки и Ассоциации органистов России.

## Внешние ссылки
- Канал Олеси Ростовской на YouTube
- Олеся Ростовская на Bandcamp
- Работы Олеси Ростовской на NativeDSD
- Олеся Ростовская на Theremin Today
- Олеся Ростовская на мастер-класса MOTUS VITA в Риге
- Олеся Ростовская получила награду как исполнительница на терменвоксе на "Pure Sound 2019"